# グアダルーペ山脈国立公園

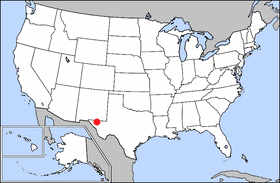
グアダルーペ山脈国立公園の位置

グアダルーペ山脈国立公園（グアダルーペさんみゃくこくりつこうえん、Guadalupe Mountains National Park）は、テキサス州西部のグアダルーペ山脈に位置する米国の国立公園で、テキサス州の最高地点、標高 2,667メートル（8,749フィート）のグアダルーペ山 (Guadalupe Peak) がある。また、ここにはエル・キャピタン (El Capitan) もある。この山は、後にバターフィールド・オーバーランド・メール (Butterfield Overland Mail) 駅馬車道（1857年から1861年に利用されたセントルイスとサンフランシスコ間を結ぶ郵便用の駅馬車道）が通ることとなった古い道路沿いに旅する人々にとって長い間目印として利用された。観光客は、パイン・スプリングズ・ビジター・センタの近くの古い駅馬車の駅の廃墟を見ることができる。パイン・スプリングズキャンプ場ではキャンプすることができる。修復されたフリホール・ランチ・ハウス (Frijole Ranch House) は、現在、地方の牧場経営の歴史を展示する小さな博物館となっており、スミス･スプリングズへの道の起点となっている。公園の面積は350 km²（135 平方マイル）で、およそ68 km（42マイル）北東に位置するニューメキシコ州のカールズバッド洞窟群国立公園と同じ山脈にある。年間訪問者数は、174,157名（2006年）。

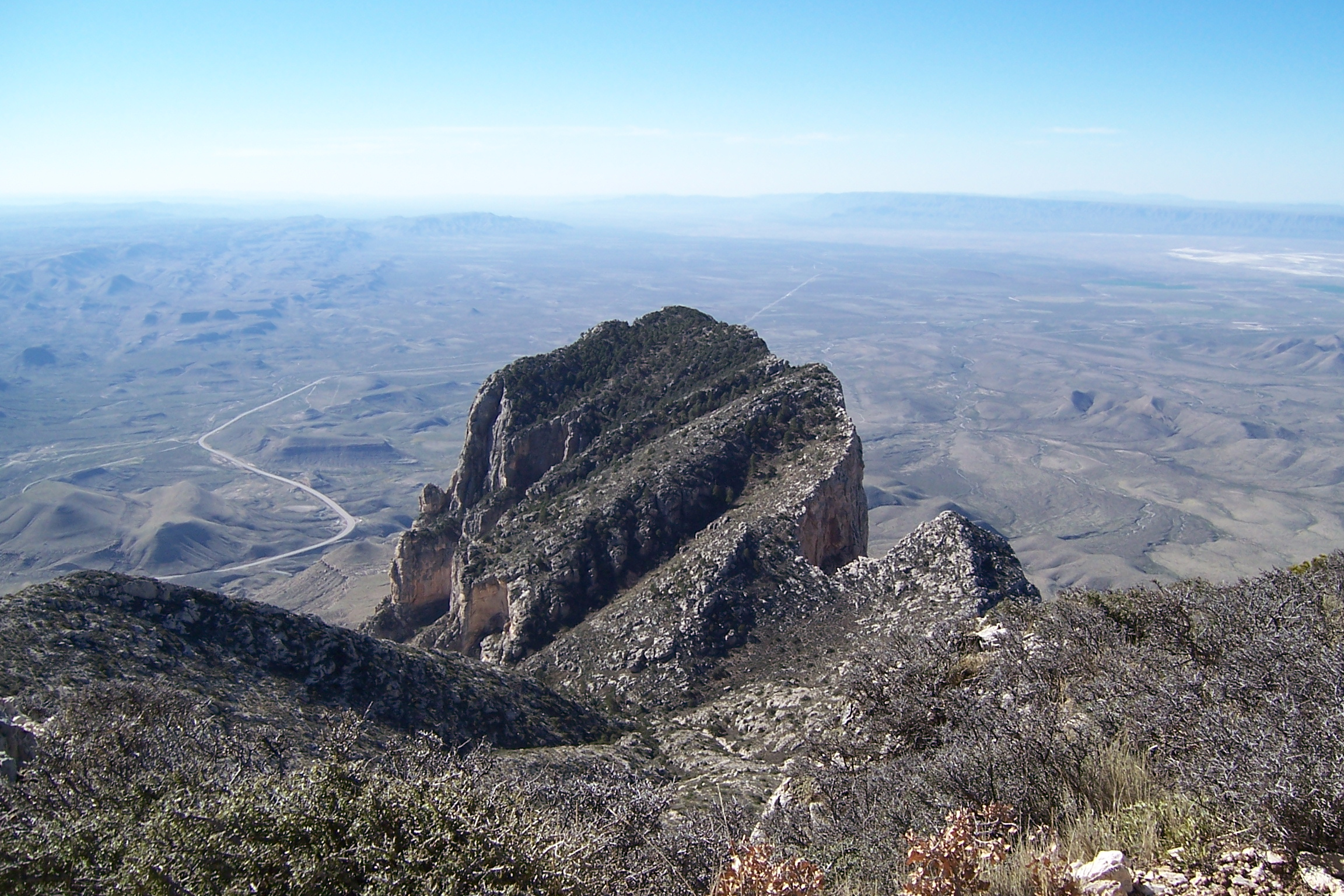
グアダルーペ山からみたエル・キャピタン

公園にはマッキトリック峡谷 (McKittrick Canyon)もある。秋には、マッキトリックは、周囲のチワワ砂漠 (Chihuahuan desert) と際立った対照をなす紅葉するオオキレハカエデ (Bigtooth Maple) の炎色で活気づく。峡谷の歩道はウォレス・プラット (Wallace Pratt) の小屋に続いている。彼は、公園を設立するために土地を寄付した石油地質学者である。
地域の地質についての詳細は、デラウェア盆地 (Delaware Basin) を参照。